# El gángster
El gángster  es una película de comedia mexicana de 1965 producida por Angélica Ortiz, escrita y dirigida por Luis Alcoriza, y protagonizada por Arturo de Córdova y Angélica María. Esta película fue estrenada el 8 de julio de 1965.
Pese a que la época de la prohibición tenía más de treinta años de haber transcurrido, la cinta es una de las grandes comedias que ha sido filmada en México, mostrando a un Arturo de Córdova con un biz cómico que estuvo latente en algunas de sus  mejores actuaciones, por ejemplo en la magistral El esqueleto de la señora Morales.
A la comicidad de la película contribuye en mucho la jovial personalidad de los entonces jóvenes Fernando Luján, Angélica María y la experiencia de los ya para entonces experimentados Sofia Álvarez, David Reynoso, Pancho Córdova, Nathanael León "Frankenstein" y Ana Luisa Peluffo.

## Argumento
Cuenta la historia de un antiguo gánster, "Tony Wall" (Antonio Paredes), que cansado de vivir fuera de la ley, de la lucha de pandillas en el Chicago de La Prohibición y quien después de haber saldado sus cuentas con la justicia norteamericana, pues cuenta que estuvo preso por arrojar un cigarrillo con tanta mala suerte que le cayó encima a un policía, luego lo condenaron a 96 años de prisión y al cumplir 12 años de condena y por buen comportamiento lo enviaron a la guerra junto con ¨Chuck¨ y por su gran desempeño con las ametralladoras a su regreso lo condecoraron y recibió el indulto. Entonces decide rescatar a la familia de su hermano, un psiquiatra ya fallecido, para vivir la tranquilidad del hogar al lado de la viuda "Isabel" y de sus dos "pequeños" sobrinos: "Carito" y "Pedro".
Sin saber que "Tony Wall" y su grupo de acompañantes: "Romo", "Rito", "Chuck" y "Maggie" son en realidad un grupo de antiguos peligrosos delincuentes, "Carito" y "Pedro" se dedican a hacer imposible la vida de los nuevos miembros de la familia.
"Carito" es novia de "Chano", el hijo de un pistolero local:"Teófilo García", quien de inmediato tiene roces con "Tony Wall". 
"Tony Wall" resiste las pesadas bromas de sus sobrinos, porque ante todo busca tener un hogar, ama a sus sobrinos y comienza a enamorarse perdidamente de la bella Isabel, la viuda, interpretada por Ana Luisa Peluffo, luciendo en la plenitud de sus 35 años de edad.
El final de esta historia se da cuando "Tony Wall" logra meter en cintura a sus traviesos sobrinos, a "Chano", a "Teófilo García" y a los pistoleros de éste, declarándole su amor a "Isabel".

## Reparto
- Arturo de Córdova .... Tony Wall o Antonio Paredes
- Angélica María .... Carito
- Ana Luisa Peluffo .... Isabel
- Fernando Luján .... Pedro
- Sofía Álvarez .... Maggie Laverne
- David Reynoso .... Chuk Gatillo
- Pancho Córdova .... Rito
- Nathanael León "Frankenstein" .... Kid Romo
- Víctor Alcocer .... Teófilo García
- René Cardona Jr. .... Chano
- Ana Martín